# Unione Socialdemocratica (Serbia)
L'Unione Socialdemocratica (in serbo: Социјалдемократска унија, Socijaldemokratska unija - SDU) fu un partito politico serbo di orientamento socialdemocratico operativo dal 1996 al 2020.
Fondato in seguito ad una scissione dall'Alleanza Civica di Serbia, il partito concorse alle elezioni parlamentari del 2007 nell'ambito della coalizione formata da LDP, GSS, LSV e DHSS, ottenendo un deputato.
Alle elezioni parlamentari del 2008 presentò i suoi candidati nelle liste dei Liberaldemocratici, confermando un seggio nell'Assemblea nazionale.
Alle elezioni parlamentari del 2012 presentandosi sempre coi Liberaldemocratici mantenne il suo seggio. L'alleanza si è ripropose per le elezioni parlamentari del 2014, fallendo però nel superamento dello sbarramento elettorale.
Nel 2020 ha decretato il proprio scioglimento, dando vita al Partito della Sinistra Radicale.
| Controllo di autorità | VIAF (EN) 132019004 |